# Paramicromerys megaceros
Paramicromerys megaceros là một loài nhện trong họ Pholcidae. Loài này được phát hiện ở Madagascar.